# Stefan Karadscha

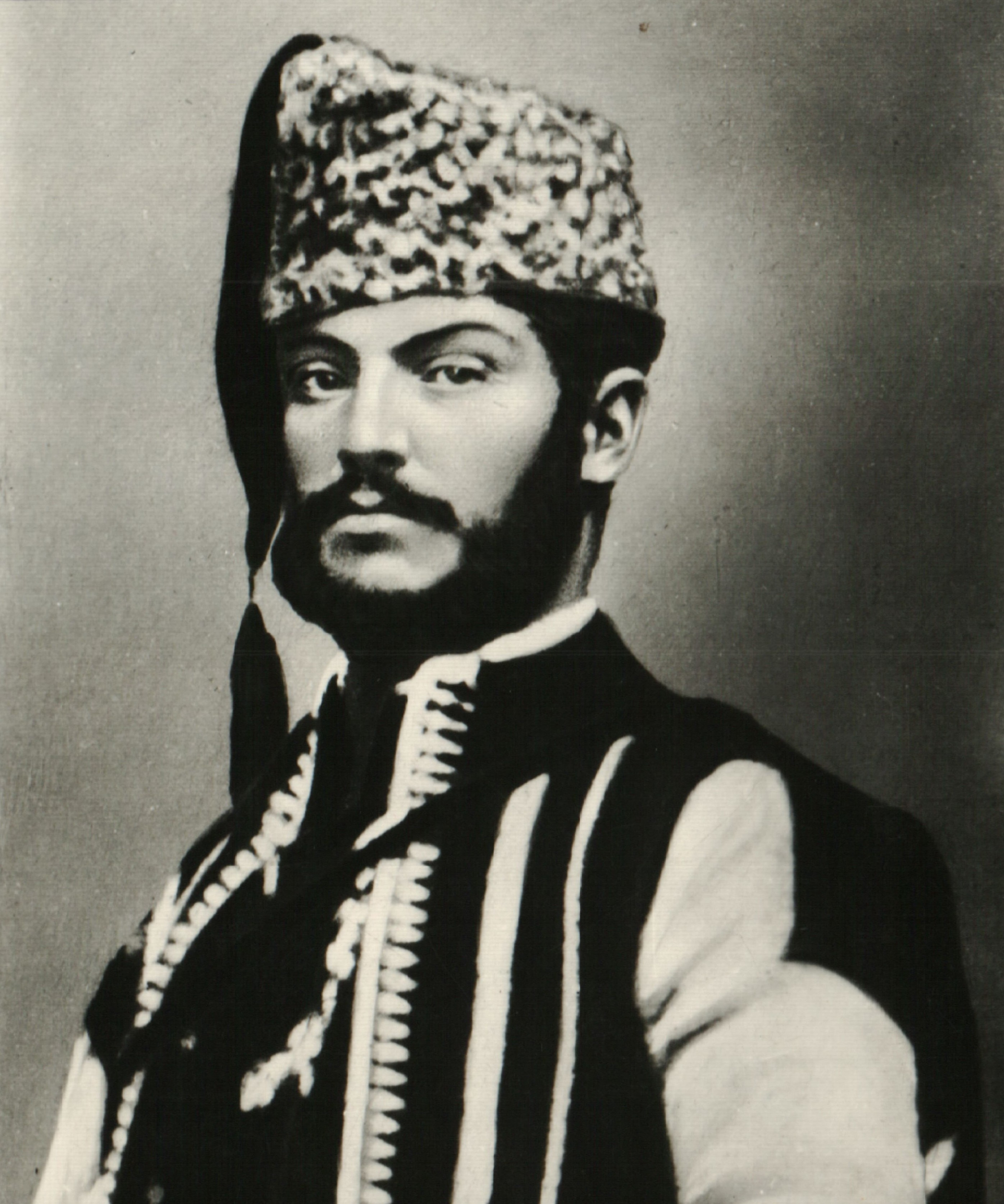
Stefan Karadscha

Stefan Karadscha, eigentlich Stefan Todorow, (bulgarisch Стефан Караджа; * 11. Mai 1840 in Imtsche; † 31. Juli 1868 in Rustschuk) war ein bulgarischer Heiduckenführer.

## Leben
Stefan Karadscha war 1862 in Belgrad Mitglied der Ersten Bulgarischen Legion. 1864 und 1866 war er im Balkangebirge Anführer von Freischaren. In Rumänien stellte er eine Freischar zusammen mit Chadschi Dimitar auf. Im Juli 1868 zog er mit dieser Einheit nach Bulgarien. Während eines Kampfes mit osmanischen Truppen erlitt er eine schwere Verwundung. Er wurde gefangen genommen und dann hingerichtet.
Sein Geburtsort wurde später nach ihm als Stefan Karadscha benannt. Ein ihm gewidmetes Denkmal steht in Rustschuk. Ferner ist er seit 2015 Namensgeber für den Stefan Karadzha Peak in der Antarktis. In der Fernsehshow Welikite Balgari wurde Stefan Karadscha im Jahr 2006 von den bulgarischen Fernsehzuschauern auf Platz 78 der größten Bulgaren gewählt.